# Serge Herz
Serge Herz (* 25. Dezember 1983 in Miass, Sowjetunion) ist ein ehemaliger deutscher Radrennfahrer.
Zwischen 2003 und 2015 war Serge Herz als Radsportler in der Elite aktiv. 2008 gewann er jeweils eine Etappe des kamerunischen Grand Prix Chantal Biya und des katarischen Rennens Cycling Golden Jersey. 2015 beendete er seine Radsportlaufbahn.

## Erfolge
2008
- eine Etappe Grand Prix Chantal Biya
- eine Etappe Cycling Golden Jersey

## Teams
- 2003 Team Lamonta
- 2006 Team Heinz von Heiden-Hannover
- 2007 Team Heinz von Heiden-Focus
- 2010 CKT TMIT-Champion System